# Lagoptera acaerulea
Lagoptera acaerulea là một loài bướm đêm trong họ Erebidae.